# Moški svetovni rekord v štafeti 4 x 100 m
Moški svetovni rekord v štafeti 4 x 100 m. Prvi uradno priznani rekord je leta 1912 postavila nemška štafeta s časom 42,3 s, aktualni rekord pa je 11. avgusta 2012 postavila jamajška štafeta v postavi Nesta Carter, Michael Frater, Yohan Blake in Usain Bolt s časom 36,84 s. Mednarodna atletska zveza uradno priznava 36 rekordov, upoštevani so tudi časi v štafeti 4 x 110 jardov (402,34 m).

## Rekordi 1912-1976
y - štafeta 4 x 110 jardov.
| Čas (s) | Avtom. | Ekipa                             | Država                   | Prizorišče       | Datum              |
| ------- | ------ | --------------------------------- | ------------------------ | ---------------- | ------------------ |
| 42,3    |        | Nemčija                           | Nemčija                  | Stockholm        | 8. julij 1912      |
| 42,2    |        | ZDA                               | ZDA                      | Antwerp          | 22. avgust 1920    |
| 42,0    |        | Združeno kraljestvo               | Združeno kraljestvo      | Pariz            | 12. julij 1924     |
| 42,0    |        | Nizozemska                        | Nizozemska               | Pariz            | 12. julij 1924     |
| 41,0    |        | ZDA                               | ZDA                      | Pariz            | 13. julij 1924     |
| 41,0y   |        | Newark A.C.                       | ZDA                      | Lincoln          | 4. julij 1927      |
| 41,0    |        | Eintracht Frankfurt               | Nemčija                  | Halle            | 10. junij 1928     |
| 41,0    |        | ZDA                               | ZDA                      | Amsterdam        | 5. acgust 1928     |
| 41,0    |        | Nemčija                           | Nemčija                  | Berlin           | 2. september 1928  |
| 40,8    |        | S.C. Charlottenburg               | Nemčija                  | Breslau          | 22. julij 1929     |
| 40,8y   |        | University of Southern California | ZDA                      | Fresno           | 9. maj 1931        |
| 40,6    |        | Nemčija                           | Nemčija                  | Kassel           | 14. junij 1932     |
| 40,0    | 40,10  | ZDA                               | ZDA                      | Los Angeles      | 7. avgust 1932     |
| 39,8    |        | ZDA                               | ZDA                      | Berlin           | 9. avgust 1936     |
| 39,5    | 39,60  | ZDA                               | ZDA                      | Melbourne        | 1. december 1956   |
| 39,5    |        | Zahodna Nemčija                   | Zvezna republika Nemčija | Köln             | 29. avgust 1958    |
| 39,5    | 39,61  | Zahodna Nemčija                   | Zvezna republika Nemčija | Rim              | 7. september 1960  |
| 39,5    | 39,66  | Zahodna Nemčija                   | Zvezna republika Nemčija | Rim              | 8. september 1960  |
| 39,1    |        | ZDA                               | ZDA                      | Moskva           | 16. julij 1961     |
| 39,0    | 39,06  | ZDA                               | ZDA                      | Tokio            | 21. oktober 1964   |
| 38,6y   |        | University of Southern California | ZDA                      | Provo            | 17. junij 1967     |
| 38,6    | 38,65  | Jamajka                           | Jamajka                  | Ciudad de México | 19. oktober 1968   |
| 38,3    | 38,39  | Jamajka                           | Jamajka                  | Ciudad de México | 19. oktober 1968   |
| 38,2    | 38,24  | ZDA                               | ZDA                      | Ciudad de México | 20. oktober 1968   |
| 38,2    | 38,19  | ZDA                               | ZDA                      | München          | 10. september 1972 |

## Rekordi od 1977
Od leta 1975 je Mednarodna atletska zveza potrjevala posebej ločene čase z elektronskim merjenjem za razdalje do 400 m. Od 1. januarja 1977 je za te discipline Mednarodna atletska zveza zahtevala popolnoma avtomatsko merjenje časa do stotinke sekunde natančno.
| Čas (s) | Ekipa              | Država   | Prizorišče  | Datum              | Tekmovanje                           | Postava                                                                 | Vir         |
| ------- | ------------------ | -------- | ----------- | ------------------ | ------------------------------------ | ----------------------------------------------------------------------- | ----------- |
| 38,19   | ZDA                | ZDA      | München     | 10. september 1972 | Poletne olimpijske igre 1972, finale | Larry Black, Robert Taylor, Gerald Tinker, Eddie Hart                   | [ 1 ]       |
| 38,03   | ZDA                | ZDA      | Düsseldorf  | 3. september 1977  | Svetovni pokal v atletiki 1977       | Bill Collins, Steve Riddick, Cliff Wiley, Steve Williams                | [ 1 ]       |
| 37,86   | ZDA                | ZDA      | Helsinki    | 10. avgust 1983    | Svetovno prvenstvo 1983, finale      | Emmit King, Willie Gault, Calvin Smith, Carl Lewis                      | [ 1 ] [ 2 ] |
| 37,83   | ZDA                | ZDA      | Los Angeles | 11. avgust 1984    | Poletne olimpijske igre 1984, finale | Sam Graddy, Ron Brown, Calvin Smith, Carl Lewis                         | [ 1 ]       |
| 37,79   | Francija           | Francija | Split       | 1. septmeber 1990  | Evropsko prvenstvo 1990,             | Max Morinière, Daniel Sangouma, Jean-Charles Trouabal, Bruno Marie-Rose | [ 1 ]       |
| 37,79   | Santa Monica T. C. | ZDA      | Monte Carlo | 3. avgust 1991     |                                      | Michael Marsh, Leroy Burrell, Floyd Heard, Carl Lewis                   | [ 1 ]       |
| 37,67   | ZDA 1              | ZDA      | Zürich      | 7. avgust 1991     | Weltklasse Zurich 1991               | Michael Marsh, Leroy Burrell, Dennis Mitchell, Carl Lewis               | [ 1 ]       |
| 37,50   | ZDA                | ZDA      | Tokio       | 1. september 1991  | Svetovno prvenstvo 1991, finale      | Andre Cason, Leroy Burrell, Dennis Mitchell, Carl Lewis                 | [ 1 ] [ 3 ] |
| 37,40   | ZDA                | ZDA      | Barcelona   | 8. avgust 1992     | Poletne olimpijske igre 1992         | Michael Marsh, Leroy Burrell, Dennis Mitchell, Carl Lewis               | [ 1 ]       |
| 37,40   | ZDA                | ZDA      | Stuttgart   | 21. avgust 1993    | Svetovno prvenstvo 1993, polfinale   | Jon Drummond, Andre Cason, Dennis Mitchell, Leroy Burrell               | [ 1 ]       |
| 37,10   | Jamajka            | Jamajka  | Peking      | 22. avgust 2008    | Poletne olimpijske igre 2008, finale | Nesta Carter, Michael Frater, Usain Bolt, Asafa Powell                  | [ 1 ] [ 4 ] |
| 37,04   | Jamajka            | Jamajka  | Daegu       | 4. september 2011  | Svetovno prvenstvo 2011, finale      | Nesta Carter, Michael Frater, Yohan Blake, Usain Bolt                   | [ 1 ] [ 5 ] |
| 36,84   | Jamajka            | Jamajka  | London      | 11. avgust 2012    | Poletne olimpijske igre 2012, finale | Nesta Carter, Michael Frater, Yohan Blake, Usain Bolt                   | [ 6 ]       |